# علامة كير
عَلاَمَةُ كير (بالإنجليزية: Kerr's sign)‏ هي علامة جِلديَّة تتميَّز بتغيُّرٍ مَجْسوس (مَلموس) في بِنية البَشَرة أسفل المُستوى الجَسَديّ لآفة (إصابة) الحَبل الشَّوكيّ، قد تكون البشرة مُتَيَبِّسة أو جافَّة أو مَشدودة.